# جایزه بزرگ اتریش ۱۹۷۶
جایزه بزرگ اتریش ۱۹۷۶ (انگلیسی: ‎1976 Austrian Grand Prix‎) یک مسابقهٔ موتوری در رشتهٔ اتومبیل‌رانی فرمول یک بود که در تاریخ ۱۵ اوت ۱۹۷۶ در آسترایش‌رینگ واقع در اسپیلبرگ، اشتایریا، اتریش برگزار شد. این گراند پری در میان ۱۶ گراند پری در فصل ۱۹۷۶، مسابقهٔ شمارهٔ ۱۱ بود.
در این مسابقه که در ۵۴ دور و به مسافت ۳۱۹٫۹۱۴ کیلومتر (۱۹۸٫۷۸۵ مایل) برگزار شد، پول پوزیشن توسط جیمز هانت کسب شد و سریع‌ترین زمان برای طی یک دور پیست که برابر با ۱:۳۵٫۹۱ بود نیز توسط جیمز هانت به ثبت رسید.
جان واتسون از تیم پنسکی-فورد، ژاک لافیت از تیم لیجیه-ماترا و گونا نیلسون از تیم لوتوس-فورد به‌ترتیب مقام‌های اول تا سوم مسابقه را کسب کردند.

## رده‌بندی قهرمانی پس از مسابقه
| جایگاه | راننده       | امتیاز |
| ------ | ------------ | ------ |
| ۱      | نیکی لائودا  | ۵۸     |
| ۲      | جیمز هانت    | ۴۷     |
| ۳      | جودی شکتر    | ۳۴     |
| ۴      | پاتریک دیپلر | ۲۶     |
| ۵      | جان واتسون   | ۱۸     |
| منبع:  |              |        |

| جایگاه | سازنده      | امتیاز  |
| ------ | ----------- | ------- |
| ۱      | فراری       | ۶۱      |
| ۲      | مک‌لارن-فورد | ۵۲ (۵۳) |
| ۳      | تایرل-فورد  | ۴۷      |
| ۴      | پنسکی-فورد  | ۱۸      |
| ۵      | لیجیه-ماترا | ۱۶      |
| منبع:  |             |         |

یادداشت
- تنها پنج جایگاه نخست از هر رده‌بندی نمایش داده شده‌است.